# Де Роза (Кјети)
Де Роза (итал. De Rosa) је насеље у Италији у округу Кјети, региону Абруцо.
Према процени из 2011. у насељу је живело 77 становника. Насеље се налази на надморској висини од 173 м.